# Огірцеве (зупинний пункт)
Огірцéве — стиковий прикордонний зупинний пункт Куп'янської дирекції Південної залізниці на неелектрифікованій лінії Оливине — Огірцеве між станціями Вовчанськ (5 км) та Нежеголь (6,9 км). Розташований в селі Гатище Чугуївського району Харківської області. Неподалік, через річку Сіверський Донець, розташоване однойменне село із зупинним пунктом.

## Історичні відомості
Відкритий у 1873 році під час прокладання залізничної лінії Бєлгород — Вовчанськ казенної Курсько-Харківсько-Азовської залізниці.
У 1901 році ділянку подовжено до Куп'янська. 

## Пасажирське сполучення
20 січня 1992 року, відповідно з Наказом начальника Південної залізниці № 6/Н, всі підприємства, організації та установи, які територіально були розташовані в Росії, передані Бєлгородському відділенню Південно-Східної залізниці, яке, відповідно, вийшло зі складу Південної залізниці. Ділянка Огірцеве — Вовчанськ увійшла до складу Куп'янської дирекції Південної залізниці.
До 1992 року на ділянці Бєлгород — Куп'янськ-Вузловий прямували пасажирські поїзди, які у 1992 році були замінені приміськими сполученням Бєлгород — Куп'янськ та Куп'янськ-Вузловий — Вовчанськ.
У 2014 році поїзд Бєлгород — Куп'янськ був скасований, залишивши зупинний пункт без пасажирського сполучення взагалі.
Станом на середину 2010-х року й до початку російського вторгнення в Україну (з 2022) приміське пасажирське сполучення здійснювалося лише до станції Вовчанськ.